# Bradypodion dracomontanum
El camaleón enano de Drakensberg (Bradypodion dracomontanum) habita en las alturas de los montes Drakensberg, República Sudafricana. La especie posee dos subespecies, siendo el nombre común de la subespecie con individuos de una tonalidad verde más brillante el de camaleón enano esmeralda.